# Castelvetrano
Castelvetrano, ou Castervetghanù en sicilien, est une ville italienne de la province de Trapani, dans la région Sicile.

## Histoire
La ville est le lieu de naissance du philosophe et homme politique fasciste Giovanni Gentile.
Cette ville est un fief de la Cosa nostra depuis le XXe siècle. Elle est la ville natale du mafieux Matteo Messina Denaro, l’un des plus grands fugitifs recherché en Italie depuis 1993 et arrêté le 16 janvier 2023 dans une clinique privée à Palerme.
Le 13 août 1980, le maire Vito Lipari, secrétaire de la DC pour la province de Trapani proche du ministre Attilio Ruffini et des frères mafieux Ignazio et Antonino Salvo, meurt sous les balles de la Mafia, un mois après sa réélection.

## Administration
| Période                                  | Période | Identité | Étiquette | Qualité |
| ---------------------------------------- | ------- | -------- | --------- | ------- |
|                                          |         |          |           |         |
| Les données manquantes sont à compléter. |         |          |           |         |

### Hameaux
Triscina di Selinunte, Marinella di Selinunte

### Communes limitrophes
Campobello di Mazara, Mazara del Vallo, Menfi, Montevago, Partanna, Salemi, Santa Ninfa

## Personnalités liées à la communauté
- Matteo Messina Denaro (1962-2023), criminel italien.